# Jaume Sureda
Jaume Sureda Morey (Son Servera, Baleares, 25 de julio de 1996) es un ciclista español.

## Trayectoria
Destacó como amateur ganando etapas de la Vuelta a León y de la Vuelta a Castellón, así como la victoria en la Clásica Aiztondo. Debutó como profesional con el equipo Burgos-BH en 2019. En este equipo estuvo hasta enero de 2021, momento en el que anunció su retirada.

## Palmarés
- No consiguió ninguna victoria como profesional.

## Equipos
- Burgos-BH (2019-2021)